# Протестантизм на Кубе
Протестантизм на Кубе появился вместе с первыми колонизаторами, прибывшими туда после открытия Америки Христофором Колумбом. Несмотря на столь раннее появления, будучи не основной религиозной массой, протестанты ущемлялись вплоть до XX века. В XX веке протестантским общинам начали помогать американские протестанты. После революции Фиделя Кастро протестантизм, как и все другие религии, подвергался преследованиям вплоть до 1991 года. Ныне количество протестантов на Кубе варьируется в районе 11 %. 

## Колониальное время
Куба была одной из последних колоний Испании, основанных в Новом Свете. Сначала католическая Испания ревностно пыталась ограничить приток протестантов в свою колонию, поскольку они пропагандировали «монархический абсолютизм» и «католическое единство».  Самая ранняя протестантская церковь на Кубе датируется 1741 годом, когда Куба находилась под британской оккупацией. Более того, когда открылась торговля между Кубой и Соединенными Штатами, а также другими протестантскими странами Европы, стены, удерживающие протестантов от Кубы, были разрушены. Многие протестанты начали обосновываться на Кубе.
Даже с открытием торговли, напряженность между католиками и протестантами на Кубе оставалась сильной на протяжении первых дней существования колонии.

## Революция и протестантизм
В 1959 году Фидель Кастро заявил, что у него нет проблем с протестантами, которые были более терпимы, чем католики, к его социальной политике. Однако эта религиозная терпимость длилась недолго. Многие протестанты пострадали от притеснений со стороны революционеров. Некоторых отправили в трудовые лагеря, где они подвергались физическому и словесному насилию. Также многие церкви подвергались преследованиям в форме «Плана улиц», который представлял собой организованную деятельность за пределами церкви с целью отвлечь внимание от служб. Кроме того, в 1965 году тридцать баптистских проповедников были обвинены в том, что они являются американскими шпионами, и были заключены в тюрьму. В июне 1984 года Джесси Джексон посетил Кубу и повлиял на освобождение 22 религиозных заключенных. В эти годы протестантским церквям приходилось проявлять творческий подход к своей евангелизации, маскируя свою деятельность под музыкальные или культурные программы.

## Сегодняшнее положение
В 1985 году Фидель Кастро встретился с католическими и протестантскими лидерами, чтобы выразить свои взгляды на религию.  К сентябрю он заявил о религиозной терпимости со стороны КПК и заявил о готовности уважать эти религиозные группы и пообещал помочь решить материальные потребности этих церквей. В 1986 году правительственный чиновник, отвечающий за вопросы религии, заявил в интервью, что атеизм больше не будет основной идеологией правительства.
Вскоре после этого протестантские церкви снова начали процветать на Кубе. и их число удвоилось в 1990-е годы. Эту эпоху роста церкви назвали «Великим пробуждением».  В 1998 году сообщалось, что протестанты успешно конкурируют с католиками по количеству последователей на Кубе: 500 000 католиков посещают службы еженедельно, за ними следуют 400 000 протестантов. В 1999 году Папа Иоанн Павел II посетил Кубу, что принесло нации значительную религиозную терпимость и осведомленность.  Позже в том же году кубинское правительство заявило, что Рождество можно отмечать как официальный праздник.  Сегодня некоторые протестантские церкви Кубы объединены Экуменическим советом Кубы. Эта группа, состоящая из четырнадцати церквей-членов, стремится повлиять на культуру Кубы. Их миссия состоит в продвижении церкви в общество, христианское образование, экуменическое образование, чтение Библии среди мирян и молодежи Кубы. Однако, большинство кубинских протестантов не принадлежат к Вселенскому совету Кубы. Сюда входят Восточная и Западная баптистские конвенции и деноминация «Ассамблеи Бога», которые являются крупнейшими протестантскими конфессиями на острове.
Агентство диаспоры Евангелической церкви Германии «Густав-Адольф-Верк» (GAW) недавно начало активно поддерживать преследуемых христиан-протестантов на Кубе. Текущий проект на Кубе включает в себя центр собрания в Гаване. Это сотрудничество представляет собой своего рода новый подход для ГСА, который раньше не проявлял активности в регионе.